# Орэра
«Орэ́ра» (груз. «ორერა») — грузинский и советский вокально-инструментальный ансамбль, организованный Робертом Бардзимашвили при Грузинской филармонии в Тбилиси в 1961 году. Слово «Орэра» является идиомой, непереводимым припевом к грузинским народным песням. Среди наиболее известных песен: «Тополя», «Лалеби» и «Песня о Тбилиси» (Тбилисо).
Ансамбль дал концерты более чем в 80 странах. За свою долгую карьеру музыканты спели более 600 песен на 28 языках народов мира. Близость «Орэра» к традициям грузинского многоголосья и умение грамотно сочетать его с современным эстрадным искусством сделали стиль и почерк ансамбля узнаваемым и уникальным. До «Орэра» практически никто на советской эстраде не работал в жанре синтеза исконно народной стилистики и современной поп-музыки. В СССР он был первопроходцем.

## История

### 1958—1961
История коллектива берёт своё начало с 1958 года, когда молодые музыканты, студенты Тбилисского государственного педагогического института иностранных языков, во главе с Робертом Бардзимашвили организовали свой вокально-инструментальный квартет. В состав вошли: Роберт Бардзимашвили — гитара, клавишные, вокал, Теймураз Давитайя — гитара, вокал, Зураб Яшвили — гармоника, клавишные, вокал и Тамаз Панчвидзе — гитара, вокал. В репертуаре музыкантов звучали песни советских и зарубежных авторов. Квартет принимал участие в конкурсах самодеятельности в Таллине, выступал в концертной программе «Когда зажигаются звёзды» в Москве, в Ленинграде и во многих других городах СССР.

### 1961—1991
В 1961 году квартет начал работать при Государственной филармонии Грузии в Тбилиси и получил название «Орэра».
В 1964 году по приглашению Роберта Бардзимашвили к коллективу присоединился Гено Надирашвили — труба, контрабас, вокал, ранее работавший в джаз-оркестре Георгия Габескирии, далее — солистом и контрабасистом в Государственном эстрадном оркестре «Рэро», художественный руководитель Константин Певзнер, позже — в джаз-трио «Джанг» и «Кавказ» Бориса Рычкова, впоследствии известного советского композитора. Со временем участником ансамбля стал музыкант-клавишник Вагиф Мустафа-Заде. Также коллектив пополнила лауреат VI Всемирного фестиваля молодёжи и студентов 1957 года, выпускница Тбилисской государственной консерватории им. В. Сараджишвили по классу фортепиано Нани Брегвадзе, до этого работавшая в Тбилисском государственном эстрадном оркестре «Рэро». В 1966 году, покинув ансамбль «Диэло», состав ансамбля «Орэра» пополнил Вахтанг Кикабидзе — ударные инструменты, вокал. Молодой коллектив успешно представил свою концертную программу в Московском театре эстрады (1966 год) и во многих городах Советского Союза.
В 1967 году в состав «Орэра» вошёл пианист Теймураз Кухалев (Мегвинетухуцеси), который позже стал музыкальным руководителем коллектива.
Звёздный успех ансамблю «Орэра», наряду с грузинскими песнями «Лалеби» (грузинская народная песня — А. Дмоховский), «Адандали» (Р. Лагидзе — П. Грузинский), «О девушках наших» (Г. Цабадзе — Н. Гиасамидзе) и зарубежными песнями «Любовь», «День за днём» (английские песни), «Путники в ночи» (Б. Кемферт — Ч. Синглетон, Э. Шнайдер), принесла и песня «Тополя» (Г. Пономаренко — Г. Колесников), прозвучавшая 1 мая 1967 года на «Голубом огоньке» Центрального телевидения СССР, которая стала фактически первой визитной карточкой коллектива.
Ансамбль «Орэра» от имени Советского Союза в 1967 году принял участие на выставке ЭКСПО-67 в Канаде, на которой Вахтанг Кикабидзе был признан третьим лучшим барабанщиком. В этом же году Всесоюзная фирма грамзаписи «Мелодия» выпустила два диска-гиганта популярного коллектива, в который вошли песни советских и зарубежных авторов, а также три миньона.
На фирме «Мелодия» вышли очередные два миньона и диски-гиганты ВИА «Орэра» в 1970 году. Шлягерами того года стали песни композитора Григория Пономаренко «А где мне взять такую песню» на слова поэтессы Маргариты Агашиной и «Не жалею, не зову, не плачу» на слова поэта Сергея Есенина, солист Зураб Яшвили, а также «Я пьян от любви» (М. Жур — А. Борли), солист Вахтанг Кикабидзе, «Дорогой длинною» (Б. Фомин — К. Подревский), солистка Нани Брегвадзе, «Мне снится сон» (А. Бояджиев — Б. Гусев), солисты Нани Брегвадзе, Роберт Бардзимашвили и другие песни.
О творчестве молодых музыкантов в 1970 году на Грузинской студии телефильмов был снят музыкальный фильм «„Орэра“, полный вперёд!» (режиссёр Заал Какабадзе), который в 1978 году получил приз телезрителей как «Лучший музыкальный фильм десятилетия». В фильме снялись Георгий Бардзимашвили, Нани Брегвадзе, Теймураз Давитайя, Гено Надирашвили, Вахтанг Кикабидзе, Теймураз Гажомия, Теймураз Мегвинетухуцеси и Зураб Яшвили.
В мае 1971 года в Тбилиси состоялось торжественное открытие Большого и Малого концертных залов Государственной филармонии Грузии. 10-летний ансамбль «Орэра» провёл свой первый концерт в Большом зале, а осенью того же года, в Москве, успешно прошли первые концерты коллектива в открывшемся Государственном центральном концертном зале «Россия».
В 1972 году ансамбль представил фирму грамзаписи «Мелодия» на Международном фестивале песни в Сопоте (Польша).
Также в 1972 году «Орэра» записала «Песню о Тбилиси» (Р. Лагидзе — П. Грузинский, рус. текст М. Квалиашвили), солистка Нани Брегвадзе, которая была издана «Мелодией» на пластинке «Искусство народов СССР. Музыка Грузии». Вышел фильм-концерт «Нас подружила Москва» на ЦТ СССР, где прозвучала «Тбилисо» («Песня о Тбилиси») в исполнении ансамбля. Позже песня стала визитной карточкой ВИА «Орэра» и Нани Брегвадзе, неофициальным гимном Тбилиси.
В 1973 году композитор Павел Аедоницкий в свой авторский диск-гигант на фирме «Мелодия» включил песню-шлягер «Васильки» на слова поэта Яна Халецкого в исполнении ВИА «Орэра».
Также в 1973 году фирма «Мелодия» выпустила очередной миньон коллектива.
В 1974 году фирма «Мелодия» выпустила два очередных диска-гиганта ВИА «Орэра» под названием «Нам десять лет» и «Орэра — сегодня». Шлягерами стали песни: «Песня о Тбилиси», «Серенада» (Л. Эдилашвили — Н. Арешидзе), «Хуанита» (мексиканская народная песня — русск. текст И. Шаферан), солист Вахтанг Кикабидзе, «Маленькая булочница» (Дель Юрко — Бигазе — П. Делане), солист Роберт Бардзимашвили.
В 1975 году ВИА «Орэра» покинул заслуженный артист Грузинской ССР, художественный руководитель Роберт Бардзимашвили, который организовал ВИА «75», игравший более тяжёлую музыку (кавер-версии гитариста Джимми Хендрикса). Художественным руководителем ВИА «Орэра» стал Вахтанг Кикабидзе.
В 1976 году Нани Брегвадзе в составе «Орэра» дебютировала с «Гимном любви» (Г. Цабадзе — Б. Пургалин) на фестивале «Песня-76». ЦТ СССР не сохранило записи выступления.
В 1977 году на студии «Лентелефильм» о творчестве ВИА «Орэра» был снят фильм-концерт «„Орэра“ выходит в эфир» (режиссёр В. Шерстобитов), в котором были исполнены новые песни. В съёмках этого фильма приняли участие солисты Нани Брегвадзе, Вахтанг Кикабидзе, вокальная группа: Гено Надирашвили, Теймураз Давитайя, Валерий Ломсадзе, Зураб Яшвили, инструментальная группа: Теймураз Мегвинетухуцеси, Нодар Чидждавадзе — бас-гитара, Георгий Каландадзе — соло-гитара, Александр Манджгаладзе — электроорган, саксофон, Давид Узунов — ударные инструменты.
Как плод многих совместных выступлений и творческой дружбы ВИА «Орэра» с белорусским ВИА «Песняры» (художественный руководитель Владимир Мулявин) в 1978 году на фирме «Мелодия» был выпущен их совместный диск-гигант.
В 1979 году вышел диск-гигант «В старом Тбилиси».
С 1980 года Нани Брегвадзе начала успешную сольную карьеру на эстраде как исполнительница песен и романсов под аккомпанемент пианистки Медеи Гонглиашвили. Сольным творчеством певица занималась также, будучи участницей «Орэра».

В 1980 году на фирме «Мелодия» вышел новый миньон ВИА «Орэра». В это время стали популярными в исполнении «Орэра» песни: «Берёзка» (Е. Мартнов — С. Есенин), «Гуси-Лебеди» (Г. Серебряков — Л. Шишко), «Прости меня» (А. Журбин — В. Дахиев), солист Гено Надирашвили, «Как в России поют» (А. Журбин — В. Гин) и другие.

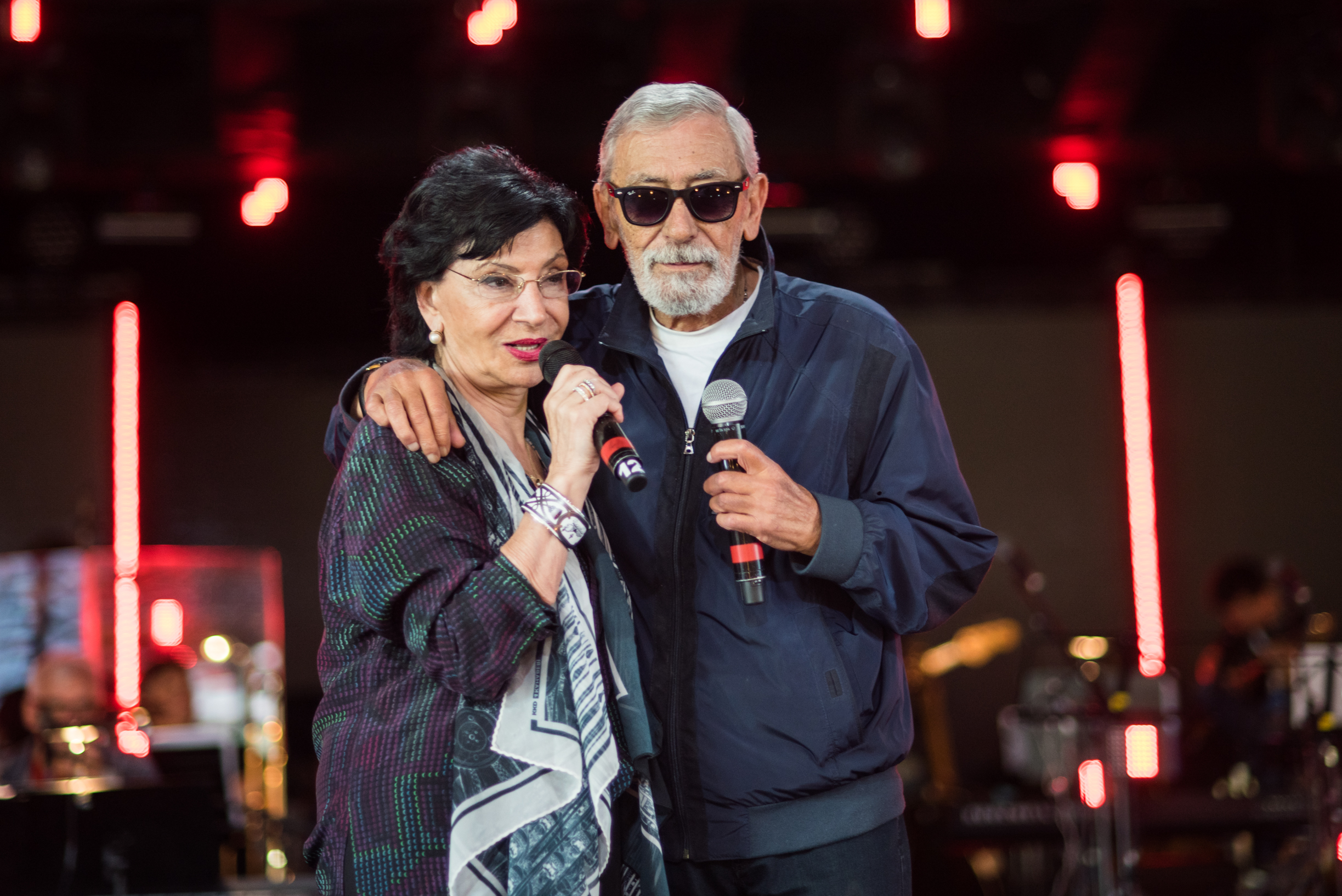
Нани Брегвадзе и Вахтанг Кикабидзе на репетиции перед Laima Rendezvous Jurmala в 2017 году

В 1983 году Вахтанг Кикабидзе покинул «Орэра» и продолжил сольную карьеру на эстраде, которую начал, будучи участником «Орэра», а также продолжил сниматься в кино. Позже стал участником Государственного эстрадного оркестра Грузии «Рэро», который впоследствии возглавил. Зураб Яшвили стал художественным руководителем ВИА «Орэра».
К юбилею ансамбля в 1986 году был издан двойной диск-гигант «ВИА „Орэра“ 25 лет».
В 1987 году Зураб Яшвили ушёл из жизни, художественным руководителем «Орэра» стал Гено Надирашвили, а в 1988 году покинул коллектив Теймураз Мегвинетухуцеси, музыкальным руководителем стал Георгий Дзидзигури.
В разные годы творчества на эстраде в состав ансамбля влились Давид Схиртладзе, Вахтанг Куция и многие другие музыканты.
За долгие годы своего творчества на эстраде в репертуаре ансамбля «Орэра» прозвучали песни композиторов Реваза Лагидзе, Георгия Цабадзе, Важи Азарашвили, Отара Тевдорадзе, Григория Пономаренко, Александра Журбина, Евгения Мартынова и многих других авторов. Также репертуаре ансамбля звучали и были записаны песни многих народов мира, которые музыканты привезли из своих гастрольных поездок. «Орэра» была первым в Советском Союзе коллективом популярной музыки, выступавшим не только в СССР и странах Организации Варшавского договора, на Кубе, в развивающихся странах Азии, Африки и Центральной Америки (Иран, Афганистан, Сенегал, Индия, Йемен, Никарагуа), но и в капиталистических странах — Великобритании, Канаде, Сингапуре, Франции, Австралии, США, Мексике, Финляндии и ряде других.

### 1991 — настоящее время
Весной 2001 года в Тбилиси прошли юбилейные концерты, посвящённые 40-летию ВИА «Орэра», была заложена именная звезда коллектива перед зданием Государственной филармонии Грузии.
В Москве 14—16 сентября 2001 года в театре «Новая опера» прошли юбилейные концерты участников ансамбля, в котором принял участие молодёжный ВИА «Орэра-2001» с вокалисткой Софо Геловани. Был выпущен компакт-диск ансамбля под названием «Золотые песни». Творческим ядром ансамбля «Орэра» в то время являлся вокальный квартет в составе заслуженных артистов Грузии, кавалеров Ордена Чести Гено Надирашвили (художественный руководитель) и Теймураза Давитайи, а также Сoco Жвании и Нодара Читадзе.
30 ноября 2005 года на «Площади Звёзд эстрады» перед ГЦКЗ «Россия» была заложена именная звезда ВИА «Орэра». В том же году, к 45-летию творчества ансамбля, в России был изданы сборники песен на CD «GRAND collection», в который вошли 22 песни и «45 лет».
В 2006 году в обновленном составе ансамбля выступали Теймураз Давитайя, Гено Надирашвили, Нодар Читадзе, Георгий Меликишвили, Отар Кунчулия и Георгий Циклаури. 3 марта того же года прошёл совместный концерт ансамбля «Орэра» с белорусским ВИА «Песняры» в Храме Христа Спасителя в Москве. 24 июня этого же года Теймураз Давитайя принял участие в четырёхчасовом концерте Легенд ВИА на празднике газеты «Московский комсомолец» в Лужниках.

В 2011 году ансамбль отметил свой 50-летний юбилей.

«Орэра» в 2021 году. Слева направо: Давид Маглакелидзе, Георгий Циклаури, Теймураз Давитайя и Гено Надирашвили

В декабре 2017 года в Большом концертом зале Государственной филармонии Грузии состоялся юбилейный концерт ансамбля под названием «Орэра-55», приуроченный к её 55-летию.
В июле 2019 года Гено Надирашвили был удостоен именной звезды перед зданием Государственной филармонии Грузии.
В марте 2020 года ушёл из жизни музыкальный руководитель коллектива Георгий Дзидзигури.
Летом 2023 года стало известно, что Гено Надирашвили покинул пост художественного руководителя «Орэра», который занимал более 35 лет. Новым руководителем стал участник ансамбля с 2005 года Георгий Циклаури.
Ансамбль «Орэра» по сей день ведёт концертную деятельность.

## Участники

### Текущий состав ансамбля
- Георгий Циклаури (2005 — н.в.) — вокал. Художественный руководитель с 2023 года.
- Теймураз Давитайя (1961 — н.в.) — вокал. Родился 19 мая 1939 года. Народный артист Грузии.
- Гено Надирашвили (1964 — н.в.) — вокал. Родился 29 июня 1937 года в Тбилиси. Народный артист Грузии.
- Давид Маглакелидзе (2007 — н.в.) — вокал. Родился 16 июля 1960 года.
- Зураб Мирзиашвили (2009 — н.в.) — вокал. Родился 17 апреля 1991 года.

### Все участники
- Давид Абуладзе (вокал)
- Роберт Бардзимашвили (худ. рук. в 1961—1975 гг., гитара, клавишные, вокал)
- Отар Беселидзе (бас)
- Нани Брегвадзе (фортепиано, вокал)
- Теймураз Давитая (гитара, вокал)
- Георгий Дзидзигури (муз. рук. в 1988—2020 гг.)
- Гела Донадзе (вокал)
- Сосо Жвания (вокал)
- Георгий Каландадзе (гитара)
- Нугзар Квашали (вокал)
- Теймураз Квителашвили (гитара)
- Вахтанг Кикабидзе (худ. рук. в 1975—1983 гг., ударные, вокал)
- Уча Кордзая (вокал)
- Отар Кунчулия (вокал)
- Вахтанг Куция (вокал)
- Валерий Ломсадзе (вокал)
- Джарджи Магалашвили (синтезатор, гитара)
- Джони Маисурадзе (бас-гитара)
- Давид Маглакелидзе (вокал)
- Давид Малазония (клавишные)
- Александр Манджгаладзе (саксофон, флейта, вокал)
- Теймураз Мегвинетухуцеси (Кухалев) (муз. рук., до 1988 г. фортепиано, ионика)
- Георгий Миликишвили (вокал)
- Зураб Мирзиашвили (вокал)
- Вагиф Мустафа-заде (клавишные)
- Артём Надирашвили (гитара)
- Гено Надирашвили (худ. рук. в 1987—2023 гг., контрабас, бас, труба, вокал)
- Тамаз Панчвидзе (гитара, вокал)
- Давид Схиртладзе (вокал)
- Давид Узунов (ударные)
- Давид Таблиашвили (ударные)
- Гено Феолия (клавишные)
- Георгий Циклаури ( худ. рук. c 2023 г., вокал)
- Шалва Циклаури (клавишные)
- Левон Шахбазян (клавишные)
- Нодар Чидждавадзе (бас)
- Нодар Читадзе (вокал)
- Сосо Эбралидзе (вокал)
- Зураб Яшвили (худ. рук. в 1983—1987 гг., гармоника, клавишные, вокал)

## Критика
Творчеству ВИА «Орэра» уделил внимание в 1970 году молодёжный журнал «Кругозор»:
Каждый раз „Орэра“ непременно приглашает своих слушателей в путешествие по песенным дорогам древней и нынешней Грузии. „Орэра“ в совершенстве владеет национальной манерой вокально-ансамблевого исполнительства. Если Вы захотите почувствовать дух старого Тбилиси, то на концертах „Орэра“ сможете мысленно побродить по его улицам, забитыми духанами, где складывал свои строки ашут Саят-Нова и создавал шедевры Пиросмани. Кинто — легендарные острословы кинто — не ходят больше по тбилисским улицам. В Ортачальских садах не собираются теперь карачогали — уличные трубадуры и не поют мухамбази (серенады) своим возлюбленным. Но стоит Вам попасть на концерт „Орэра“, как перед Вами предстанут старые добрые знакомые, и будут петь удивительно грустные, медленные песни. А потом будут плясать шалахо. И Вы убедитесь, что певцы-музыканты ещё и хорошие танцоры.
В одном из интервью о творчестве ансамбля было сказано:
Сегодня в репертуаре ансамбля более пятисот песен, которые они исполняют на двадцати двух языках. Артисты поют, играют, и танцуют, и каждую песню орэровцы преподносят как маленький музыкальный спектакль, прекрасно исполненный не только вокально, но и актёрски.

## Наиболее известные песни
- 1967 — Адандали (Р. Лагидзе — П. Грузинский)
- 1967 — Тополя (Г. Пономаренко — Г. Колесников)
- 1967 — Луна Мтацминда (Г. Цабадзе — Г. Хухашвили, рус. текст Б. Брянского)
- 1968 — Ты мне веришь или нет (Г. Цабадзе — М. Поцхишвили, рус. текст Б. Брянского)
- 1968 — Лалеби (грузинская народная песня, рус. текст А. Дмоховского)
- 1968 — Осетинская сюита (А. Ованов — Н. Арешидзе)
- 1968 — Карачогели (Г. Цабадзе — Т. Эристави)
- 1969 — Криманчули (Д. Кахидзе)
- 1970 — Страна цветов (М. Чиринашвили — Б. Перадзе)
- 1970 — А где мне взять такую песню (Г. Пономаренко — М. Агашина)
- 1971 — Сулико (В. Церетели — А. Церетели)
- 1972 — На земле грузинской (Родная земля) (Г. Цабадзе — М. Какителашвили)
- 1972 — Песня о Тбилиси (Тбилисо) (Р. Лагидзе — П. Грузинский,  рус. текст М. Квалиашвили)
- 1976 — Ветер (Ветер распахивает двери) (В. Дурглишвили – М. Поцхишвили)
- 1976 — Поражён я взглядом метким (Я люблю тебя) (В. Курчишвили – А. Тевзадзе, Б. Пургалин)
- 1979 — Кто поймёт мою песню (грузинская народная музыка (обработка И. Кечакмадзе) — Иетим Гурджи)
- 1983 — Здесь моя Грузия (Г. Цабадзе — К. Каладзе)
- 1986 — Город мой родной (Мой город Тбилиси) (Г. Цабадзе — М. Поцхишвили)
- 1986 — Праздничная (Многие лета, Мравалжамиэр) (В. Азарашвили – М. Поцхишвили)

Хронология дана согласно первым официальным изданиям песен в исполнении коллектива на грампластинках.

## Дискография[19]

### Грампластинки

#### Синглы на 78 об/мин
- 1964 — Вок. квартет Грузии «Орэра» (Тбилиси, 0041663-4)
- 1964 — Вок. квартет Грузии «Орэра» («Мелодия», 0041675–6)
- 1964 — Вок. квартет Грузии «Орэра» («Мелодия», 0041707–8)
- 1964 — Вок. квартет Грузии «Орэра» («Мелодия», 41755–6)
- 1965 — Вок. квартет Грузии «Орэра» («Мелодия», 41757–8)
- 1965 — Вокально-инструментальный квартет Грузии «Орэра» («Мелодия», 44119–20)
- 1965 — Маленькая баллада / Дай мне помечтать («Мелодия», 44851–52)
- 1968 — Вокально-инструментальный ансамбль «Орэра» («Мелодия», 0047517–18)

#### Миньоны, синглы
- 1967 — Вокально-инструментальный ансамбль «Орэра» («Мелодия», Д-00020831-32)
- 1967 — Вокально-инструментальный квинтет «Орэра» («Мелодия», 46363–64)
- 1967 — Вокально-инструментальный квинтет «Орэра» («Мелодия», 78 46371–2)
- 1968 — Вокально-инструментальный ансамбль «Орэра» («Мелодия», ГД-000907-8)
- 1970 — Вокально-инструментальный ансамбль «Орэра» («Мелодия», ГД-0001849-50)
- 1970 — Орэра («Мелодия», 33Д–00027469–70)
- 1970 — Орэра («Мелодия», ГД 0001855–6)
- 1970 — Орэра («Мелодия», ГД–0001881–82)
- 1970 — Вокально-инструментальный ансамбль «Орэра» («Мелодия», Д–00027415–16)
- 1970 — Орэра («Мелодия», Д–00027469–70)
- 1970 — Вокально-инструментальный ансамбль «Орэра» («Мелодия», ГД–0002299)
- 1971 — Орэра («Мелодия», Д 00030289–90)
- 1971 — Орэра («Мелодия», ГД–0002593–4)
- 1973 — Орэра («Мелодия», ГД 0003745–6)
- 1973 — Орэра («Мелодия», ГД–0003861–2)
- 1974 — Орэра («Мелодия», C62–04895–96)
- 1974 — Орэра и Аккорд («Мелодия», С62–04949–50)
- 1976 — Вокально-инструментальный ансамбль «Орэра» («Мелодия», Г62–5729–30)
- 1979 — Вокально-инструментальный ансамбль «Орэра» («Мелодия», Г62–07419–20)
- 1980 — Вокально-инструментальный ансамбль «Орэра» («Мелодия», С62 14825–6)

#### Долгоиграющие пластинки
- 1964 — Вокальный квартет Грузии «Орэра» («Мелодия», Д–14121–2)
- 1967 — Орэра («Мелодия», Д–19629–30)
- 1967 — Орэра («Мелодия», Д–22249–50)
- 1968 — Поёт вокальный квартет «Орэра» (ГДРЗ, Заказ 774, Магнитофильм №532)
- 1969 — Oрэра и Диэло («Мелодия», С 01743–44)
- 1970 — Орэра («Мелодия», Д–028413–14)
- 1970 — Орэра («Мелодия», 33Д–029741–42)
- 1970 — Орэра («Мелодия», Д–028413–14)
- 1970 — Орэра («Мелодия», Д–029741–42)
- 1973 — Орэра («Мелодия», 33ГД–0003861–2/ 33C62–04895–96)
- 1974 — Нам 10 лет («Мелодия», 33С–04735–36)
- 1974 — Орэра — сегодня («Мелодия», 33С–04737–38)
- 1974 — Орэра (две пластинки) («Мелодия», 33С–04735–38)
- 1976 — Орэра («Мелодия», 33С–08189–90)
- 1978 — Песняры и Орэра («Мелодия», 33C60–11287–11630) (1978)
- 1979 — В старом Тбилиси («Мелодия», C60–12441–42)
- 1986 — Орэра 25 лет  («Мелодия», С60–24795–98)
- 1990 — Моя Грузия здесь («Мелодия», С60–30327–002)

### Компакт-кассеты
- 1971 — Вокально-инструментальный ансамбль «Орэра» («Мелодия», СМ 00038)
- 1973 — Вокально-инструментальный ансамбль «Орэра» («Мелодия», М–00261)
- 1974 — Вокально-инструментальный ансамбль «Орэра» («Мелодия», СМ–00341)
- 1977 — Вокально-инструментальный ансамбль «Орэра» («Мелодия», СМ–00458)

### Компакт-диски
- 2001 — Золотые песни 1961—2001 («RDM», CDRDM 0108285)
- 2005 — Grand Collection («Квадро-Диск», GCR 160)
- 2005 — Орэра 45 лет («Квадро-Диск», KTL05-030)
- 2008 — ОРЭРА («Мелодия», MEL CD 60 01344)
- 2014 — Лучшие песни